# 카롤리나 크레센티니
카롤리나 크레센티니(Carolina Crescentini, 1980년 4월 18일 ~ )는 이탈리아의 배우이다. 2011 나스트로 디아르젠토 여우조연상 수상자이다.

## 출연 작품
- 데얼스 노 플레이스 라이크 홈 (2018)
- 이그노런스 이즈 블리스 (2017)
- 디 엔드? (2017)
- 더 트루 어바웃 러브 이즈... (2016)
- 혼자서 (2015)
- 패스튼 유어 시트벨츠 (2014)
- 안트러프러너 (2011)
- 20 시가렛츠 (2010)
- 캔톤 가족 대소동 (2010)
- 오기 스포시 (2009)
- 톡 투 미 어바웃 러브 (2008)
- 시험 전날 밤, 오늘 (2007)
- 피브 1477 (2006)
- 서미 2'40'' (2006)